# 関城書
関城書（かんじょうしょ）は、南北朝時代に常陸国関郡の関城（現在の茨城県筑西市）に籠城していた北畠親房が、南朝方の有力武将結城宗広の子である親朝に対して充てた書状のこと。全部で約70通に昇るが、特に興国3年2月15日（康永元年/1342年3月22日）付の書状を指すのが一般的である。
北畠親房とともに関東地方を北朝方足利氏から奪還すべく奮闘して志半ばで客死した結城宗広の没後、奥州の入口である白河関を支配している後継者の結城親朝の動向は南北双方が注目していた。常陸で孤軍奮闘する親房は親朝を味方にすべく書状による説得工作を続けていたが、その中の1通が関城書である。
全文格調高い漢文によって記された関城書は南朝と自己の苦戦振りを率直に伝える一方で、日本の神代以来の国体を論じ、朝廷に対して忠節を尽くすことが武士の本分であると説いて親朝の決起を促した。
だが、所領の給付と官位の任命は朝廷にあると信じる親房の主張は自らの手で所領を守り続けてきたと自負する親朝の失望を買って、結果的には北朝方への離反を促す事になった。
江戸時代に『本朝通鑑』や『大日本史』に採録されて、後世の南朝正統論・尊皇思想に影響を与えた。